# ГЕС Торо ІІ
ГЕС Торо ІІ — гідроелектростанція у північні частині Коста-Рики, за чотири десятки кілометрів на північний захід від столиці країни Сан-Хосе. Знаходячись після ГЕС Торо І (23,2 МВт), становить нижній ступінь в каскаді на річці Торо, яка дренує північний схил Кордильєри-Сентраль (протікаючи у верхів'ї між вулканом Poas на південному сході та масивами національного парку Juan Castro Blanco на північному заході) і впадає ліворуч до річки Sarapiqui, котра в свою чергу є правою притокою Сан-Хуан (відноситься до басейну Карибського моря та формує східну ділянку кордону між Коста-Рикою і Нікарагуа).
Відпрацьована на станції Торо І вода (в середньому 15 м3/сек) по каналу довжиною 0,7 км потрапляє в облаштований на правобережжі Торо балансувальний резервуар об'ємом 277 тис. м3. В той же канал надходить додатковий ресурс, захоплений із річки Gata (5 м3/сек). Крім того, існують водозабори на струмках Río Claro (0,5 м3/с) та Río Pozo Azul (0,5 м3/с).
Від резервуару прямує низьконапірний дериваційний тунель довжиною 1 км з діаметром 2,4 метра, за яким починається ділянка траси, розрахована на високий тиск. Остання включає дві шахти глибиною 105 та 51 метр, розділені похилим відтинком (частково прокладеним на поверхні по схилу гори) довжиною біля 0,4 км з діаметром 2 метри.
Основне обладнання станції становлять дві турбіни типу Френсіс потужністю по 32,9 МВт, які працюють при чистому напорі у 366 метрів.
Відпрацьована вода повертається у Торо.
Видача продукції відбувається по ЛЕП, розрахованій на роботу під напругою 230 кВ.